# Бей, Золтан Лайош

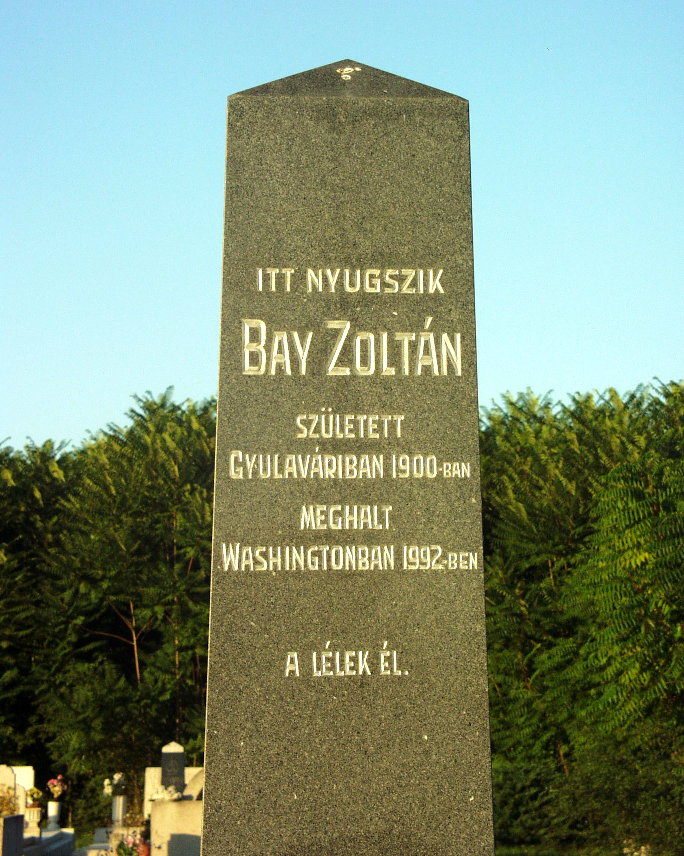
Надгробие на могиле Золтана Лайоша Бея (Gyulavári, Венгрия)

Золтан Лайош Бей (венг. Bay Zoltán Lajos; 24 июля 1900 года, Дьюла — 4 октября 1992 года, Вашингтон, округ Колумбия) — венгерский-американский физик, профессор, инженер, разрабатывающий СВЧ-технологии, вольфрамовые лампы, радиолокационные технологии, занимавшийся радиолокацией Луны.

## Биография
Золтан Лайош Бей родился 24 июля 1900 года в городе Дьюла. Окончил среднюю школу в Дебрецене. С 1918 году Золтан Бей учился в колледже Йожефа Этвеша, потом в Королевском университете Петера Пазманя (старое название Будапештского университета). В 1923 году получил диплом школьного учителя, а в 1926 году получил докторскую степень в области физики.
С 1930 года работал Бей профессором физики в Сегедском университете.
В 1923 году на базе Tungsram Ltd. была создана лаборатория источников света, где изучались преимущественно электрические световые источники. Руководителем лаборатории был Игнатий Пфайфер, там же проводили исследования ученые Zoltán Bay, along with Tivadar Millner, Imre Bródy, György Szigeti, Ernő Winter и многие другие.
С 1926 по 1930 год Золтан Bay работал в Германии, где изучал электрические разряды в азоте. По возвращении домой в Венгрию, Золтан Бей был назначен руководителем отдела теоретической физики в местном университете.
В 1937 году он стал членом-корреспондентом Венгерской академии наук, а в 1945 году избран действительным членом академии. Во время Второй мировой войны Золтан Бей защищал еврейских коллег от нацистских преследований.
Золтан Бей вышел на пенсию в возрасте 72 лет. В 1981 году он был избран почетным членом Венгерской академии наук. Скончался Золтан Бей 4 октября 1992 года в городе Вашингтоне (США).

## Работа
Дьёрдь Сигети работал вместе с Золтаном Беем, изучая вопросы создания люминесцентных источников света на парах металлов. По полученным результатам работ они получили патент США на «Электролюминесцентные источники света», изготовляемые из карбида кремния; эти источники света были предтечами светоизлучающих диодов (светодиодов).
В 1955 году Золтан Бей стал заведующий кафедрой ядерной физики в Национальном Бюро стандартов (ныне Национальный институт стандартов и технологий), где занимался измерением скорости и частоты света, используя новые методы измерений. В результате работ, проведённых Золтаном Беем, на Генеральной конференции Международного бюро мер и весов в 1983 году было принято в качестве стандарта новое определение единицы измерения длины и расстояния — метра.

## Память
В 1998 году государство Израиль рекомендовало признать заслуги ученого путём присвоения ему звания «Праведник народов мира» и занести его в списки Yad Vashem (израильский национальный мемориал).
В венгерском городе Дьюла, где родился ученый, уставлена мемориальная доска памяти Золтану Бею.